# Aneilema clarkei
Aneilema clarkei är en himmelsblomsväxtart som beskrevs av Alfred Barton Rendle. Aneilema clarkei ingår i släktet Aneilema och familjen himmelsblomsväxter. Inga underarter finns listade.